# غينارو ساردو
غينارو ساردو (بالإيطالية: Gennaro Sardo)‏ (مواليد 8 مايو 1979 في بوتسوولي - إيطاليا) لاعب كرة قدم إيطالي يلعب حاليا لصالح نادي الدرجة الأولى كييفو فيرونا الإيطالي منذ 2009 في مركز الظهير الأيمن .

## روابط خارجية
- غينارو ساردو على موقع قاعدة بيانات كرة القدم.إي يو (الإنجليزية)
- غينارو ساردو على موقع Soccerway.com (الإنجليزية)
- غينارو ساردو على موقع عالم كرة القدم.نت (الإنجليزية)
- غينارو ساردو على موقع AS.com (الإسبانية)